# Мусатов, Илья Иванович
Илья́ Ива́нович Муса́тов (30 июля 1920; дер. Соньшино, Тульская губерния — 3 апреля 1984, Москва) — Герой Советского Союза (1944), полковник (1961), военный лётчик 1-го класса (1957).

## Биография
Родился 30 июля 1920 года в деревне Соньшино Студенецкой волости Венёвского уезда Тульской губернии. С 1923 года жил в Москве. В 1936 году окончил 7 классов школы, в 1937 году — школу ФЗУ. Работал токарем на заводе «Авиаприбор» в Москве. В 1940 году окончил Ленинградский аэроклуб г. Москвы.
В армии с апреля 1940 года. В 1941 году окончил Кировабадскую военную авиационную школу лётчиков (город Гянджа, Азербайджан).
Участник Великой Отечественной войны: в ноябре 1941 — марте 1942 — лётчик 454-го дальнебомбардировочного авиационного полка, в марте-сентябре 1942 — лётчик 818-го дальнебомбардировочного авиационного полка, в сентябре 1942 — феврале 1943 — лётчик 10-го гвардейского бомбардировочного авиационного полка. Воевал на Крымском, Сталинградском и Юго-Западном фронтах. Участвовал в обороне Крыма и Донбасса, Сталинградской битве.
В феврале 1943 — декабре 1944 — лётчик и командир звена 752-го (с марта 1943 — 10-го гвардейского) авиационного полка дальнего действия, в декабре 1944 — мае 1945 — командир звена и заместитель командира авиаэскадрильи 226-го гвардейского бомбардировочного авиационного полка (Авиация дальнего действия). Участвовал в Курской битве, снятии блокады Ленинграда, освобождении Правобережной Украины, Крыма и Белоруссии, Будапештской, Кёнигсбергской, Восточно-Померанской и Берлинской операциях. 10 августа 1943 года был легко ранен. Всего за время войны совершил 287 боевых вылетов на бомбардировщике Ил-4.
За мужество и героизм, проявленные в боях, указом Президиума Верховного Совета СССР от 19 августа 1944 года гвардии лейтенанту Мусатову Илье Ивановичу присвоено звание Героя Советского Союза с вручением ордена Ленина и медали «Золотая Звезда».
После войны до 1950 года продолжал службу заместителем командира авиаэскадрильи в Дальней авиации. В 1955 году окончил Военно-воздушную академию (Монино) и 29-ю военную офицерскую авиационную школу боевого применения Дальней авиации (город Нежин Черниговской области). Служил в Дальней авиации командиром авиаэскадрильи и заместителем командира авиаполка (на Украине), а в 1956—1960 — командиром авиаполка и 1-м заместителем командира авиадивизии (на Дальнем Востоке).

Могила Мусатова на Кунцевском кладбище Москвы.

В 1962 году окончил Военную академию Генштаба. В 1962—1963 — командир тяжёлобомбардировочной авиадивизии (в Белоруссии), в 1963—1965 — командир морской ракетной авиадивизии (ВВС Балтийского флота). В 1965—1968 — начальник Службы безопасности полётов Авиации ВМФ. С 1968 года — старший научный сотрудник 30-го Центрального научно-исследовательского института ВВС. С сентября 1973 года полковник И. И. Мусатов — в запасе.
В 1973—1980 годах работал заместителем начальника Управления аварийно-спасательных работ и охраны аэропортов Министерства гражданской авиации СССР, в 1981—1983 — начальником отдела и начальником сектора в Государственном научно-исследовательском институте гражданской авиации.
Депутат Верховного Совета Белорусской ССР 6-го созыва (в 1963—1967 годах).
Жил в Москве. Умер 3 апреля 1984 года. Похоронен на Кунцевском кладбище в Москве.

## Награды
- Герой Советского Союза (19.08.1944);
- два ордена Ленина (18.09.1943; 19.08.1944);
- орден Красного Знамени (8.08.1943);
- орден Отечественной войны 1-й степени (18.07.1945);
- орден Красной Звезды (26.10.1955);
- медали.